# Anflugverfahren
Anflugverfahren beziehen sich auf die möglichen Varianten eines Landeanfluges auf einen Flugplatz.
Beim Sichtflug dient als Landeanflug die Platzrunde.
Beim Instrumentenflug unterscheidet man folgende Instrument approach procedures (IAP):
Non-precision approach (NPA) procedureNicht-Präzisionsanflugverfahren, Instrumentenanflugverfahren, bei denen laterale, aber keine vertikale Führung zur Verfügung steht (beispielsweise VOR/DME-Anflug, NDB/DME-Anflug)
Approach procedure with vertical guidance (APV)Instrumentenanflugverfahren mit lateraler und vertikaler Führung
Precision approach (PA) procedurePräzisionsanflugverfahren, Instrumentenanflugverfahren mit lateraler und vertikaler Präzisions-Führung (beispielsweise ILS, Präzisionsanflugradar (PAR), MLS)
Ein bodengeführtes Blindlandeverfahren ist der Ground Controlled Approach.

## Rechtliche Unterteilung der Standard-Anflugverfahren
Die rechtliche Unterteilung ist aus haftungsrechtlichen Gründen und für die Flugunfall-Untersuchung im Falle eines Flugunfalles notwendig:
Der Pilot steuert zu Beginn der Anflugeinleitung (engl. initial approach, wörtlich übersetzt Anfangsanflug) auf der Mindesthöhe des Anfangsanflug (engl. minimum initial approach altitude) ein in der Regel in seiner Karte angegebenes Funkfeuer an, das ihm zur Orientierung des geplanten Landeanfluges dient. Der Anfangsanflug geht mit dem Erreichen des Zwischenanflugpunktes (engl. intermediate approach fix ergo der Entscheidungshöhe) in den Zwischenanflug (engl. intermediate approach) über. Im sogenannten Zwischenanflug wird entweder eine Warteschleife geflogen oder mit der Platzrunde zur Vorbereitung des Endanfluges begonnen. Der Landeanflug ist beendet, wenn das Ausrollen beendet ist. Das Flugzeug befindet sich dann auf dem Vorfeld, von wo aus es entweder zur Parkposition oder zu einer Werkstatt rollt. Für den gesamten Anflug kommen folgende Verfahren zum Einsatz:

## Funkfeuer
Es gibt verschiedene Arten von Funkfeuern, gerichtete und ungerichtete, Übersicht:

### NDB-Anflug
Ungerichtete Funkfeuer dienen als Strecken- und Anflugfunkfeuer auf Flugplätzen.
Die vom ungerichteten Funkfeuer (engl. Non-Directional Beacon – NDB) ausgestrahlten Funkwellen werden im Flugzeug empfangen und im ADF-Gerät (Radiokompass) dargestellt. Die NDB-Sender sind als Doppelanlagen mit einem Monitor ausgelegt.
NDBs werden auch für Landeanflüge und häufig an der Position des Voreinflugzeichens (Outer Marker) im Instrumentenlandesystem
genutzt.

### VOR/DME
VOR-Sender (von engl. VHF Omnidirectional Radio Range) geben nur die Peilrichtung; bei DME-Stationen (von engl. Distance Measuring Equipment) wird die zugehörige Entfernung ermittelt und im Cockpit auf einem Sichtgerät angezeigt.

### TACAN
TACAN (Tactical Air Navigation) ist ein militärisches Drehfunkfeuer und funktioniert ähnlich wie ein VOR, ist aber um den Faktor 1,2 bis 2 präziser. Darüber hinaus ist im TACAN-Signal immer die DME-Funktionalität integriert. TACAN sendet im UHF-Bereich (962 bis 1213 MHz). Befinden sich VOR und TACAN-Bodenstation an derselben Stelle, wird die Kombination als VORTAC bezeichnet. Für ein ziviles Flugzeug erscheint eine TACAN-Bodenstation wie eine DME-Bodenstation, und eine VORTAC-Bodenstation erscheint wie eine VOR/DME-Bodenstation.

### VORTAC
Eine VORTAC-Navigationsanlage wird analog einem VOR/DME verwendet. Bezogen auf eine VORTAC-Station können Piloten eine Kurslinie („Radial“) messen oder vorwählen, welche den Winkel zwischen dem magnetischen Nordpol am Standort der Navigationsanlage und der momentanen Position des Luftfahrzeugs angibt.
Hierdurch kennt der Pilot seine Standlinie. Zusätzlich misst der DME-Empfänger die Entfernung zur Navigationsanlage. Durch die Kombination des Radials und der Entfernung zum Sender kann man dann die exakte Position des Luftfahrzeugs während des Fluges bestimmen.

## Verschiedene Anflugverfahren

### Standard Approach

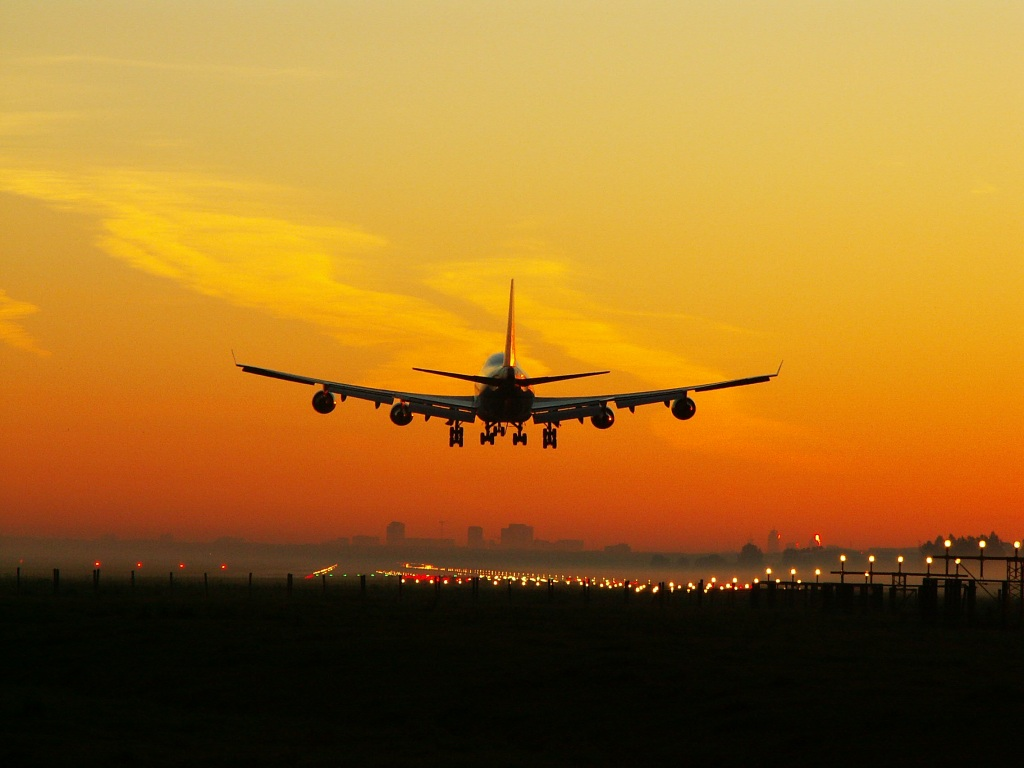
Anflug auf eine befeuerte Landebahn

Beim Standardanflugverfahren wird die endgültige Landekonfiguration relativ früh eingenommen. Unter Konfiguration versteht man hier die Stellung von Fahrwerk und Landeklappen.
Schon vor Einleitung des Sinkflugs wird damit begonnen, zur Auftriebserhöhung die Landeklappen auszufahren. Spätestens 18,5 km (10 NM) und 914 m (3.000 ft über der Schwelle) vor der Landung wird der Sinkflug eingeleitet, bei dem dann die Geschwindigkeit weiter reduziert und das Fahrwerk ausgefahren wird. In 400 m (1300 ft) Höhe wird die Endkonfiguration für die letzte Phase des Anflugs erreicht. Dieses Verfahren stellt damit das für die Piloten einfachste Anflugverfahren dar, ist aber gleichzeitig das lärm- und schadstoffintensivste Verfahren.

### Low Drag / Low Power Approach
Bei diesem Anflugverfahren, das höhere Anforderungen an die Piloten stellt, werden die Landeklappen erst etwa 22,2 km (12 NM) vor der Landung ausgefahren. Der Sinkflug beginnt wie beim Standard Approach bei 17,6 km (9,5 NM). Das Fahrwerk wird jedoch erst bei weniger als 9,26 km (5 NM) ausgefahren, erst danach setzt die Bremsverzögerung ein.
Da die Triebwerksleistung zurückgesetzt wird, um den Sinkflug mit konstanter Geschwindigkeit durchzuführen, reduzieren sich gleichzeitig Lärm und Kerosinverbrauch. Wer allerdings von einem Anflug in „Clean Configuration“ spricht, bezieht sich auf den Zustand des Flugzeugs mit nicht ausgefahrenen Slats / Flaps und eingefahrenem Fahrwerk und nicht auf den niedrigeren Kraftstoffverbrauch.

### Continuous Descent Approach – CDA

Schematische Darstellung eines CDA (grün) im Vergleich mit einem normalen Anflug (rot).

Dieses Gleitanflugverfahren beinhaltet einen kontinuierlichen Sinkflug mit horizontalen Segmenten von max. 4,6 km (2,5 NM), was eine reduzierte Triebwerksleistung ermöglicht und damit Lärmemissionen, Treibstoffverbrauch und Triebwerksverschleiß verringert. Der Sinkflug beginnt hier bereits 37 km (20 NM) vor der Landung bei etwa 1,5 km (5000 ft) Höhe. Die Landeklappen werden 20,3 km (11 NM) vor der Landung bei etwa 1 km (3300 ft) ausgefahren, höher also als bei den bisherigen Verfahren. In 914 m (3000 ft) Höhe wird die Triebwerksleistung (und damit der Treibstoffverbrauch, der CO2-Ausstoß und der Fluglärm) reduziert und der Sinkflug wird mit konstanter Geschwindigkeit fortgeführt. Etwa 9,26 km (5 NM) vor dem Aufsetzpunkt wird das Fahrwerk ausgefahren und die Geschwindigkeit reduziert. Die Einstellung der Endkonfiguration ist dann bei 5,5 km (3 NM) vor der Landung bei einer Höhe von etwa 305 m (1000 ft) abgeschlossen. Die gleichzeitige Einregelung der sich gegenseitig wechselwirkend beeinflussenden Parameter Sinkrate und Fluggeschwindigkeit ist fliegerisch sehr anspruchsvoll und erschwert die Einhaltung der Separation. Daher findet laut der Deutschen Flugsicherung dieses Verfahren in der Regel nur nachts bei verringerter Verkehrsdichte oder auf Nebenstrecken Anwendung, wo kein Zeitfenster (Slot) beim Zielflugplatz einzuhalten ist und erfolgt nur in Verbindung mit dem Instrumentenlandesystem (ILS) Allwetterflugbetriebsstufe CAT I. Nach Erkenntnissen aus Simulatorstudien kann der Einsatz eines Force-Feedback-Systems das Situationsbewusstsein (engl. Situation Awareness) hinsichtlich des aktuellen Flugzustands verbessern, was die Koordination von Sinkrate und Fluggeschwindigkeit bei gleichzeitiger Wahrung der Separation erleichtert und somit einen breiteren Einsatz von CDA ermöglicht.
Am Flughafen Brüssel-Zaventem wird der CDA seit Juli 2009 getestet und auch bereits nachts an den meisten deutschen Flughäfen wie beispielsweise Köln/Bonn in die Praxis umgesetzt.
Im Idealfall wird der Zielflugplatz direkt nach dem Reiseflug in einem ununterbrochenen Gleitflug (Triebwerke beinahe im Leerlauf) angesteuert. Dank nahezu optimalen Flugwegen gibt es keine Warteschleifen.
Laut der ehrenamtlichen Organisation „Our Airspace“ hat die FAA das Verfahren in „Optimized Profile Descent“ umbenannt, weil CDA mit negativen Erfahrungen zu Lärm und Sicherheit belastet sei.

### Two Segment Approach
Kennzeichnend für dieses Anflugverfahren ist der späte Beginn des Sinkfluges, etwa 11,1 km (6 NM) vor der Landung. Dann beginnt ein „steiler“ Sinkflug mit 6° bis auf 305 m (1000 ft) Höhe, danach wird der Gleitwinkel wieder auf 3° umgestellt und die Endkonfiguration eingestellt und stabilisiert. Mit Beginn des Sinkfluges wird auch das Fahrwerk ausgefahren, während die Landeklappen schon erheblich früher ausgefahren wurden. Das Triebwerk wird dabei im Leerlauf gelassen. Von den hohen Sinkraten geht eine Gefährdung aus, da weniger Sicherheitsreserven vorhanden sind. Dementsprechend werden auch die Piloten gefordert. Zusätzlich stellt eine geringere Sinkrate einen größeren Komfort für die Passagiere dar. Vorteil dieses Verfahrens ist die geringere Lärmimmission, da das Flugzeug länger in größerer Höhe fliegt.

### Delayed Flap Approach

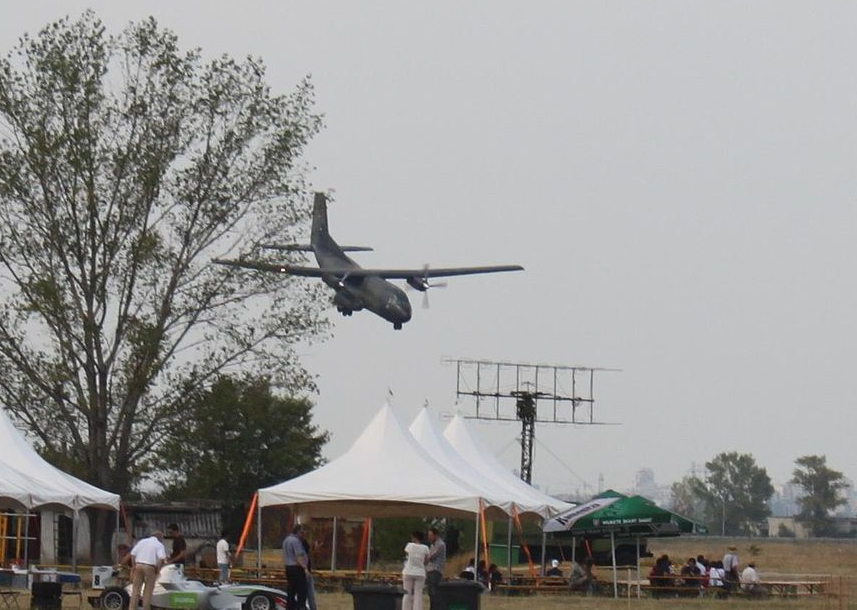
Steilanflug einer C-160 Transall der Luftwaffe, BIAF Airshow 2011, Plowdiw, Bulgarien.

Das Verfahren wird zunächst ähnlich dem Continuous Descent Approach mit einem kontinuierlichen Sinkflug durchgeführt, der ebenfalls bei 1500 m (5000 ft) Höhe beginnt. Allerdings wird die Triebwerksleistung ab einer Höhe von 914 m (3000 ft) in den Leerlauf gesetzt, 14,8 km (8 NM) vor dem Aufsetzen werden die Landeklappen ausgefahren. Erst bei nur noch 152 m (500 ft) Höhe wird die Endkonfiguration hergestellt. Der geringeren Lärmemission steht ein deutlich größeres Sicherheitsrisiko durch das späte Erreichen von Endkonfiguration und stabilem Flugzustand gegenüber.

### Combat Approach
Dieses Gefechtsanflugverfahren, auch Sarajevo Approach genannt, bezeichnet einen steilen Landeanflug aus großer Höhe. Dieses Verfahren, bei dem das Flugzeug mit Triebwerken im Leerlauf (in einigen speziellen Fällen wie bei der C-17 auch mit Schubumlenkung nach unten.) und voll ausgefahrenen Lande- und Bremsklappen aus großer Höhe schnell sinkt, hat seinen Namen aus dem Bosnienkrieg, in dem das belagerte Sarajevo von internationalen Truppen per Luftbrücke versorgt wurde. Dieses Anflugverfahren hat sich etabliert, um möglichst lange außerhalb der Reichweite von Handfeuerwaffen zu bleiben. Zudem wird auf diese Weise die Manövrierbarkeit gewährleistet, die benötigt wird, um anfliegenden Raketen ausweichen zu können.
Beim Sarajevo Approach werden Sinkraten jenseits von 30,5 m/s (6000 ft/min) erreicht. Beim Landeanflug werden die Landeklappen dabei auf 40° oder 60° ausgefahren. So erzeugen sie nicht nur Auftrieb, sondern auch sehr viel Widerstand.

## Anfluggeschwindigkeiten
Es wird in 5 verschiedene Anflugkategorien unterteilt:
- Kategorie A: kleiner 168,5 km/h (91 Knoten)
- Kategorie B: 168,5–223 km/h (91–120 Knoten)
- Kategorie C: 223–260 km/h (121–140 Knoten)
- Kategorie D: 260–306 km/h (141–165 Knoten)
- Kategorie E: 306 km/h (166 Knoten) und mehr (inoffiziell, nur im FAA-Bereich)

Die Anfluggeschwindigkeit wird gemäß PANS-OPS (Doc 8168, Volume I) wie folgt definiert: “Speed at threshold based on 1.3 times stall speed in the landing configuration at maximum certificated landing mass.”